# Bahnhof Niebüll
Der Bahnhof Niebüll ist einer von zwei Bahnhöfen in der namensgebenden Stadt Niebüll und wurde am 15. November 1887 von der Schleswig-Holsteinischen Marschbahn-Gesellschaft eröffnet. In ihm zweigt die Bahnstrecke Niebüll–Tønder von der Bahnstrecke Elmshorn–Westerland ab.

## Betrieb
Der Bahnhof ist ein Eisenbahnknoten. Neben den Zügen von Hamburg nach Westerland (Sylt) verkehren in Niebüll grenzüberschreitende Züge Richtung Tønder und weiter von und nach Esbjerg. Über ein Verbindungsgleis besteht Anschluss an den Bahnhof Niebüll (neg) an der Bahnstrecke Niebüll–Dagebüll.
Die Strecken Niebüll–Dagebüll und Niebüll–Bundesgrenze befinden sich heute im Besitz der Norddeutschen Eisenbahngesellschaft Niebüll (neg) als Eisenbahninfrastrukturunternehmen.
Ein großer Teil des Zugverkehrs wird seit Dezember 2016 wieder von DB Regio Schleswig-Holstein erbracht. Das zur Deutschen Bahn gehörende Tochterunternehmen DB Regio Bahn Nord löste zum Fahrplanwechsel die Nord-Ostsee-Bahn ab, die ihrerseits den Betrieb seit 2005 durchgeführt hatte.

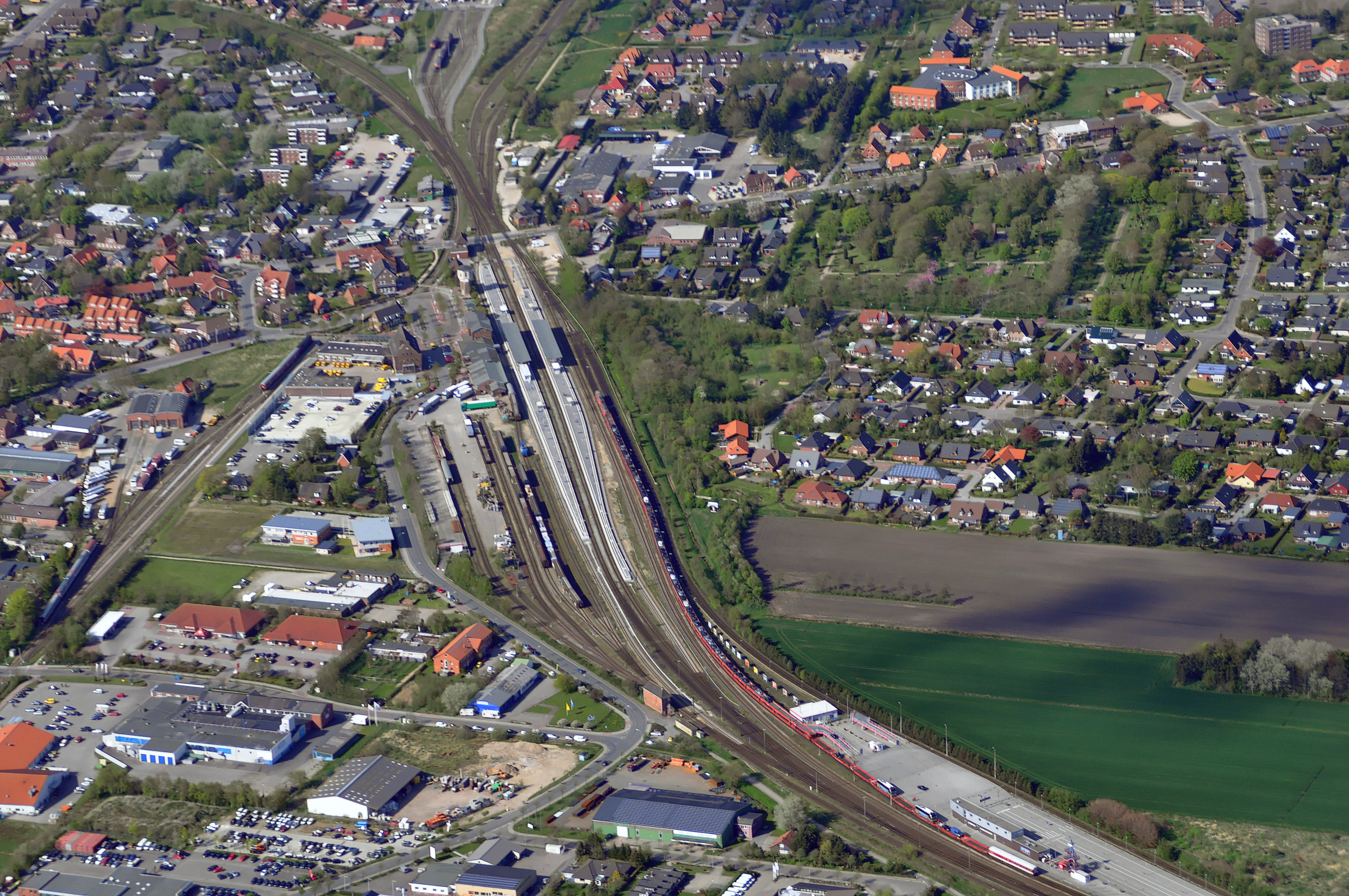
Die Bahnanlagen aus der Luft (2012)

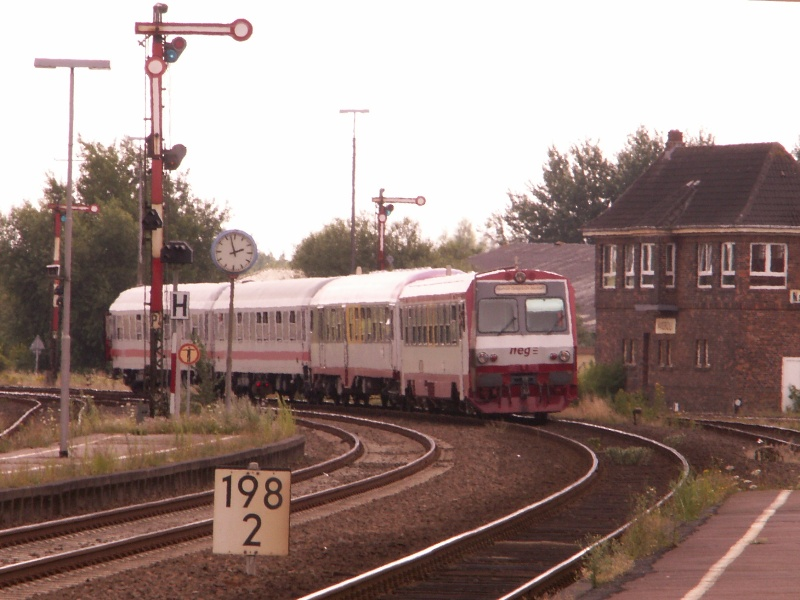
Rangierfahrt der neg auf Gleis 2 (2007)

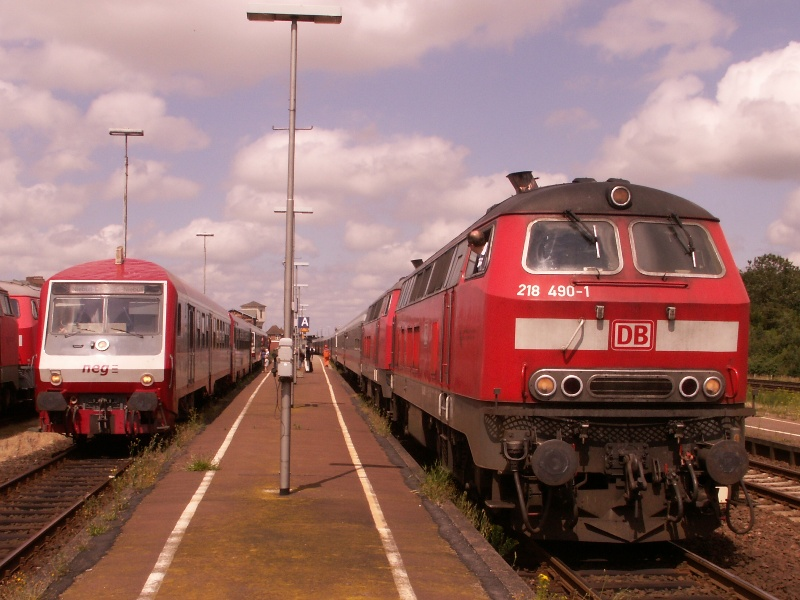
Zug der neg auf Gleis 1 und InterCity auf Gleis 2 (2007)

Auch einzelne Intercity-Zugpaare der Deutschen Bahn halten in Niebüll. Ein Teil von ihnen führt im Sommer Kurswagen mit, die in Niebüll auf die Strecke nach Dagebüll umrangiert werden und so Fahrgästen von und nach Dagebüll Mole ein Umsteigen in Niebüll ersparen. Der Bahnhof wird wie folgt bedient:
| Zuggattung / Linie      | Verlauf | Frequenz                                              | Betreiber         |
| ----------------------- | --- | ----------------------------------------------------- | ----------------- |
| IC 26                   | Westerland (Sylt) – Niebüll – Hamburg – Hannover – Kassel-Wilhelmshöhe – Frankfurt (Main) – Stuttgart                                       | ein Zugpaar                                           | DB Fernverkehr AG |
| IC 29                   | Westerland (Sylt) – Niebüll – Hamburg – Berlin – Berlin Südkreuz                                                                            | ein Zugpaar                                           | DB Fernverkehr AG |
| IC 39                   | Westerland (Sylt) – Niebüll – Hamburg – Bremen – Münster (Westf) – Gelsenkirchen – Düsseldorf – Köln                                        | zwei Zugpaare                                         | DB Fernverkehr AG |
| RE 6                    | Westerland (Sylt) – Niebüll – Husum – Heide (Holst) – Itzehoe – Elmshorn – Hamburg-Altona                                                   | Stundentakt, in den Hauptverkehrszeiten halbstündlich | DB Regio AG SH    |
| RB 66                   | Niebüll – Tønder – Esbjerg | Ein- oder Zweistundentakt                             | neg               |
| Alpen-Sylt Nachtexpress | Westerland (Sylt) – Niebüll – Husum – Hamburg-Altona – Hamburg – Frankfurt (Main) Süd – Würzburg – Nürnberg – Augsburg – München – Salzburg | zwei Zugpaare wöchentlich (saisonal begrenzt)         | RDC               |

## Bahnhofsanlagen und Gleise

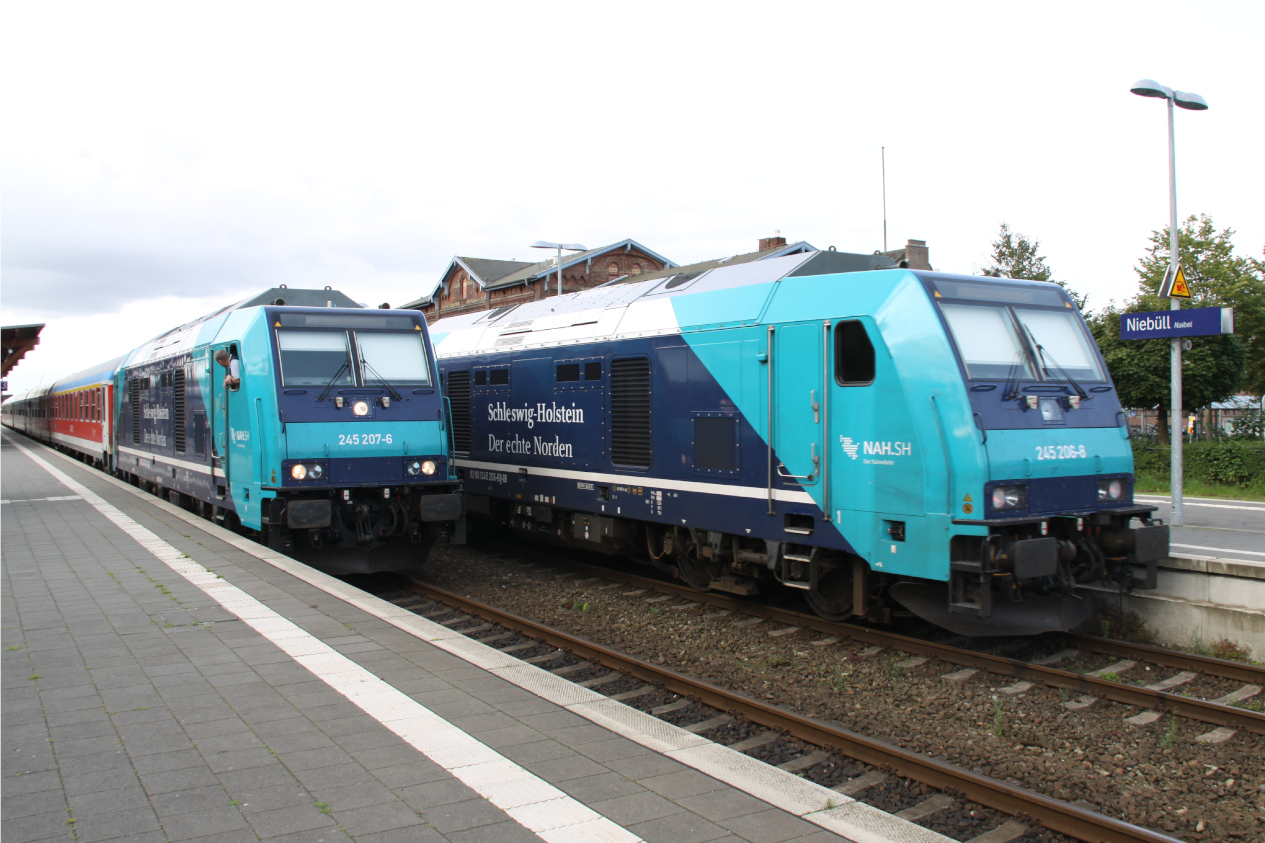
245 206 und 207 (2017)

Das Empfangsgebäude stammt aus dem Jahr 1887. Zwei mechanische Stellwerke der Bauart Einheit, bzw. Weinitschke von 1920 sind noch in Betrieb. Der Wasserturm nördlich des Empfangsgebäudes stammt aus dem Jahr 1926 und wurde bis 1972 für Dampflokomotiven genutzt. Nachdem danach geplant war, den Turm abzureißen, initiierten örtliche Handwerker ein Projekt zu seiner Rettung und bildeten beim Restaurieren ihren Nachwuchs aus, der den historischen Zustand in Fachwerkkonstruktion wiederherstellte. Seit 2015 wird er als Ferienwohnung vermietet.

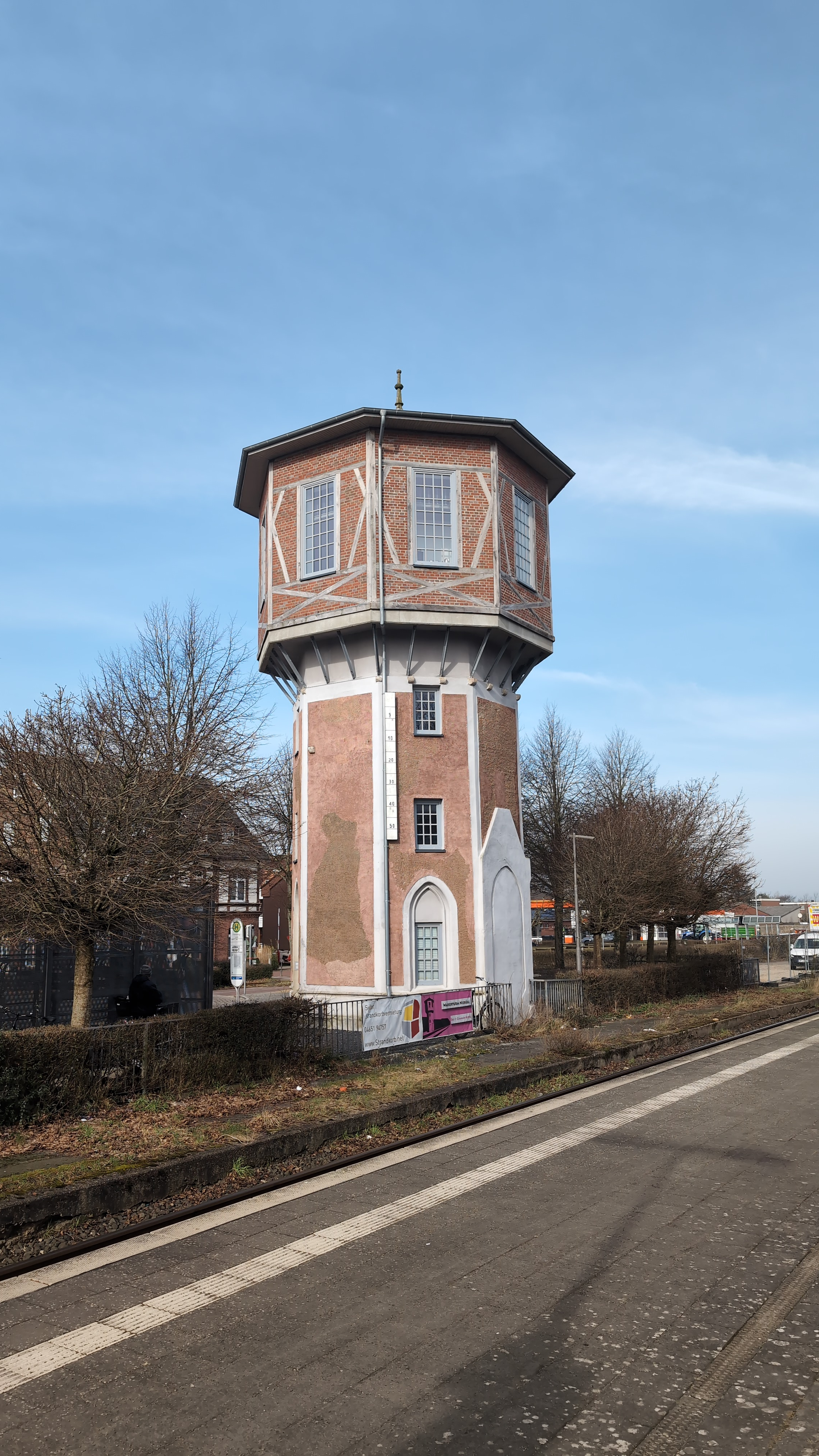
Wasserturm

### Gleisanlagen im DB-Bahnhof
Vier Gleise verfügen über einen Bahnsteig (Stand: 2022). Die Beschilderungen der Bahnsteige ist zweisprachig (deutsch: Niebüll, nordfriesisch Naibel). Weitere Gleise dienen vor allem dem Autozugverkehr des weiter südlich entlang der Marschbahn gelegenen Verladeterminals des Autozugverkehrs Niebüll–Westerland.
Die Reisezüge fahren planmäßig wie folgt:
- Gleis 1: Fern- und Regionalzüge von und nach Westerland (Sylt), Züge von und nach Dagebüll, um Anschluss per Kurswagen zu geben. Am Gleis 1 existiert zusätzlich noch die Bahnsteigkante des Hausbahnsteiges aus der Bauzeit der Strecke, diese ist für Fahrgäste nicht zugänglich. Zugfahrten sind auch von und nach Husum möglich.
- Gleis 2: Fern- und Regionalzüge von Westerland nach Husum, Züge von und nach Dagebüll
- Gleis 3: Fern- und Regionalzüge von Husum nach Westerland
- Gleis 4: Regionalzüge von und nach Dänemark sowie die Linie RE 10. Zugfahrten sind von und nach Husum und von und nach Westerland (Sylt) möglich.

Der Hausbahnsteig wurde bis 1981 für die Grenzabfertigung der von und nach Dänemark fahrenden Züge genutzt.

### Bahnhofsgeschehen
Das Gebäude bietet wetterunabhängige Sitz- und Wartemöglichkeiten, hat eine Fahrkartenausgabe, ein Bahnhofsbistro mit Bestuhlung und Einkaufsgelegenheit sowie ein WC. Vor dem Bahnhofsgebäude, am Übergang zum separat-gelegenen Bahnsteig im Kleinbahnhof der NEG, sind großflächig überdachte Fahrradparkplätze vorhanden. Durch eine Aufpflasterung ermöglicht wird das Überqueren der verkehrsberuhigten Zufahrtstraße zwischen dem DB-Bahnhof und dem kaum hundert Meter entfernt gelegenen Kleinbahnhof für die Linie nach Dagebüll-Mole. Zum Bahnhofshauptgebäude gibt es einen barrierefreien Zugang sowie im Inneren einen Personenaufzug zu den Bahnsteigen. In der Nähe des Bahnhofs befinden sich zudem die Abfahrtstellen diverser Buslinien sowie Taxibuchten.
Insgesamt

„herrscht im Bahnhof Niebüll noch (zumindest aus Eisenbahnfan-Sicht) heile Eisenbahnwelt. Hier sind großräumige Gleisanlagen zu sehen, auf denen noch kräftig rangiert wird, hier stehen Formsignale und die Schranke bimmelt noch[...]. Und sie bimmelt oft, denn es vergehen sicher selten zehn Minuten, in denen keine Zugfahrt ansteht oder die NEG nicht einige Kurswagen in ihren Kleinbahnhof umsetzen muss... Wasserturm und Backstein-Stellwerke vollenden das Modellbahn-gerechte Bild des Bahnhofs.“

## Weitere Niebüller Bahnstationen

### Niebüll neg
Auf der anderen Seite des Vorplatzes des DB-Bahnhofs befindet sich der Bahnhof Niebüll neg. Er ist der Ausgangsbahnhof der Kleinbahn Niebüll–Dagebüll und gehört der Norddeutschen Eisenbahngesellschaft Niebüll (neg). Von Dagebüll aus bestehen Fährverbindungen zu den Inseln Föhr und Amrum. Der Übergang vom Staatsbahnhof Niebüll erfolgt mittels Sägefahrt über ein Ausziehgleis neben der Strecke nach Westerland und zurück westlich am Stellwerk Nf vorbei auf die Strecke nach Dagebüll.
Der neg-Bahnhof entstand 1895 mit der, ursprünglich meterspurigen, Kleinbahn Niebüll–Dagebüll. Angrenzend an den neg-Bahnhof befindet sich das zentrale Betriebswerk des Unternehmens. Die Bahnbetriebsanlagen umfassen neben mehreren Stellgleisen einen Lokschuppen mit Werkstatt für deren Fahrzeuge. Erst 1928 zur Umspurung der Kleinbahn auf Normalspur wurde als Verlängerung vom Bahnhof ein Ausziehgleis zum Austausch von Kurswagen und anderen Fahrzeugen mit der Staatsbahn geschaffen, auf dem Übergabefahrten als Sägefahrten möglich sind, bei denen die Straßenzufahrten zum Bahnhofsvorplatz mit einer Fahne gesichert gequert werden.
Es wird stets versucht eine Anschlusssicherung zu erreichen, indem in Dagebüll Mole auf verspätete Fähren und in Niebüll neg auf verspätete Züge gewartet wird. Der sehr hohe Einstieg in die älteren Züge der neg nach Dagebüll ist für Rollstuhlreisende sowie für Reisende mit viel Gepäck (Kurgäste nach Föhr und Amrum) ein Hindernis, das durch personale Hilfestellung nach Voranmeldung verringert wird.
| Linie | Verlauf                     | Taktfrequenz                 | Fahrzeuge   | EVU |
| ----- | --------------------------- | ---------------------------- | ----------- | --- |
| RB 65 | Niebüll neg – Dagebüll Mole | unregelmäßig, etwa stündlich | 628.4 / T 4 | neg |

### Deezbüll

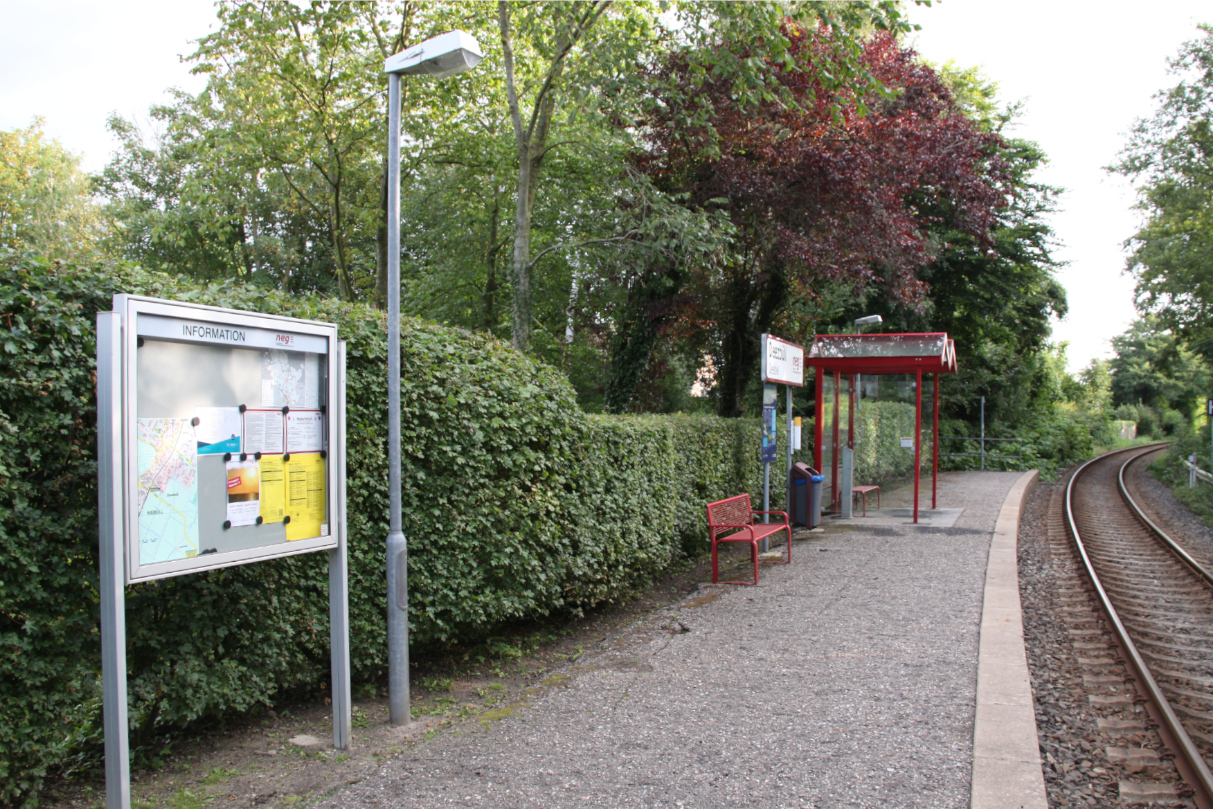
Haltepunkt Deezbüll (2017)

Der Haltepunkt Deezbüll liegt im gleichnamigen Niebüller Stadtteil an der Strecke nach Dagebüll.